# Мацца, Паоло
Паоло Мацца (21 июля 1901 — 31 декабря 1981) — итальянский футбольный тренер и функционер, прежде всего известный по работе с национальной сборной Италии на чемпионате мира 1962 года.

## Биография
Известно, что, будучи футболистом, Мацца выступал за любительскую команду «Портуэнсе» из Портомаджоре.
Мацца начал тренерскую карьеру в 1933 году, возглавив тренерский штаб своего бывшего клуба «Портуэнсе». В дальнейшем до 1942 года возглавлял СПАЛ и «Молинеллу».
В 1946 году он стал президентом футбольного клуба СПАЛ, сделал весомый вклад в развитие клубной инфраструктуры, в частности открыл клубный молодёжный центр. За своё умение находить талантливых игроков Мацца получил от журналиста Джанни Бреры прозвище «Прорицатель». Именно он в 1962 году привёл в команду молодого Фабио Капелло. В значительной степени благодаря работе Маццы провинциальная феррарская команда в начале 1950-х пробилась в Серию A, в которой продержалась более десяти лет.
В его честь назван домашний стадион СПАЛа.
В 1962 году вместе с другим итальянским специалистом, Джованни Феррари, Мацца был приглашён составить тренерский тандем для подготовки национальной сборной Италии к участию в чемпионате мира. Италия вылетела на стадии группового этапа.